# (1290) Albertine
(1290) Albertine es un asteroide perteneciente al cinturón de asteroides descubierto por Eugène Joseph Delporte desde el Real Observatorio de Bélgica, Uccle, el 21 de agosto de 1933.

## Designación y nombre
Albertine recibió inicialmente la designación de 1933 QL1.
Más adelante se nombró en honor del rey belga Alberto I de Bélgica (1875-1934).

## Características orbitales
Albertine está situado a una distancia media de 2,367 ua del Sol, pudiendo acercarse hasta 2,004 ua. Tiene una excentricidad de 0,1534 y una inclinación orbital de 5,588°. Emplea 1330 días en completar una órbita alrededor del Sol.